# Roman Boulanov
Roman Boulanov (en russe : Роман Буланов) est un joueur russe de volley-ball né en 1991. Il mesure 1,91 m et joue réceptionneur-attaquant.

## Clubs
| Club         | De        | À   |
| ------------ | --------- | --- |
| Prikame Perm | 2007-2008 | ... |